# 月山翔雲
月山 翔雲（つきやま しょううん、1984年10月7日 - ）は、日本のシンガーソングライター、タレント。広島県広島市出身。所属事務所はCompAny（コンプ・アニ）。2017年から北広島町観光大使。

## 人物
- TVCMやナレーション、ドラマや映画などマルチに活動。
- 身長172cm。血液型A型。
- 2010年から地元広島で音楽・タレント活動を開始。
- 中学生の時にギターを始め、高校生の時にバンドを組みライブ活動を行う。
- 高校卒業後の2007年に上京。
- 2010年、広島に帰郷。その年に開催されたEXILE Presents「VOCAL BATTLE AUDITION 2」を受け、全国約3万人中300人に残り一次審査通過。音楽活動を本格的に始動するきっかけとなる。
- 2016年5月24日、マツダスタジアムで行われた「カープ対巨人戦」で国歌斉唱を務めた。
- 2020年から東京と広島で活動している[2]。

## ディスコグラフィ

### CDシングル
- SEA SIDE BLUE（2012年10月7日）
- さくら（2014年3月1日）
- メッセージ（2014年8月3日）Team 青麦チャリティーCD
- Re-start（2016年4月10日）
- おいでよ!キタひろ（2016年10月1日、CD+DVD）北広島町イメージキャラクター「花田舞太郎」テーマ
- Life is colorful（2018年10月21日、CD+DVD）
- HERO（2019年5月1日）
- マーメイド（2019年7月15日）

### 配信シングル
- 愛する汁なし担担麺（2016年9月20日）
- EACH LIFE（2020年12月19日）
- あきのうた/feat. 森本ケンタ（2022年10月26日）
- Long Way/feat. 今井麻美 （2022年12月7日）
- Asia Lotus （2023年8月1日） 広島東洋カープ九里亜蓮選手打席登場曲
- Red Nine （2024年3月28日）九里亜蓮選手登場曲

### アルバム
- START（2018年10月26日）
- COVERS（2019年12月1日）
- SONGS（2020年3月1日）

### 参加
- 赤組応援団「RED BLAZE」（2020年5月1日）

## タイアップ
- ごめん遊ばせ！/feat. 桑原しおり & マリィ凛（2020年7月30日）RCCテレビ『イマナマ!』コーナー曲
- SAMURAI SEVEN（2021年12月14日）殺陣ユニット「サムライセブン」テーマソング
- ひろしま牡蠣のうた/feat. 有坂卓訊 （2022年1月23日）ひろしま牡蠣応援ソング
- Go!ひろしま（2022年10月15日）ひろしま就活応援テーマソング
- 門出のとき （2024年3月1日）広島県立安芸高等学校メモリアルソング

## 出演

### テレビ
- イマなま 3チャンネル（2012年4-10月、RCCテレビ）
- 恋とか愛とか（仮）（広島ホームテレビ）
  - Episode33「狙われる女」（2018年5月） - 裕樹
  - Episode46「100％〇〇な女」（2020年8月） - 飲食店店長 高橋雅彦(40)

### ラジオ
- 池袋FM『SOLIOTO』（2020年4月3日 - ）

### 配信
- 月山翔雲のぽるスタライブ（広島ホームテレビ）